# Hurius petrohue
Hurius petrohue is een spinnensoort in de taxonomische indeling van de springspinnen (Salticidae).
Het dier behoort tot het geslacht Hurius. De wetenschappelijke naam van de soort werd voor het eerst geldig gepubliceerd in 1985 door María Elena Galiano.